# Construim
Construim este un film românesc din 2008 regizat de Erich Nussbaum.